# Uziemienie otwarte
Uziemienie otwarte – połączenie z uziemieniem przez bezpiecznik iskiernikowy. Uziemienie otwarte stosowane jest w układach sieciowych IT i może być wykonane w punkcie neutralnym układu zasilania lub w sztucznym punkcie gwiazdowym.